# Maximilien Lambert Gelissen
Pour les articles homonymes, voir Gelissen.
Maximilien Lambert Gelissen, né le 27 février 1786 à Bruxelles et mort le 19 mars 1867 dans la même ville, est un peintre belge.

## Biographie
Maximilien Lambert Gelissen, né le 27 février 1786 à Bruxelles, est élève de Henri van Assche, Crété et de Mortelèque.
Il meurt le 19 mars 1867 dans sa ville natale.